# Mangifera havilandi
Mangifera havilandi är en sumakväxtart som beskrevs av Henry Nicholas Ridley. Mangifera havilandi ingår i släktet Mangifera och familjen sumakväxter. Inga underarter finns listade i Catalogue of Life.